# فرودگاه نگااوندره
 فرودگاه نگااوندره (به انگلیسی: Ngaoundéré Airport) یک فرودگاه همگانی با کد یاتا NGE است که یک باند فرود آسفالت دارد و طول باند آن ۲۷۰۰ متر است. این فرودگاه در کشور کامرون قرار دارد و در ارتفاع ۱۱۱۴ متری از سطح دریا واقع شده است.